# 후지타니 소
후지타니 소(일본어: 藤谷 壮, 1997년 10월 28일 ~ )는 일본의 축구 선수이다.

## 구단 경력
그는 2015년부터 2024년까지 J리그의 비셀 고베, 기라반츠 기타큐슈, 마쓰모토 야마가 FC에서 활동하였다.

## 국가대표팀 경력
그는 2017년 FIFA U-20 월드컵에 참가할 일본 U-20 국가대표팀에 발탁되었으며, 2경기에 출전했다. 2018년 AFC U-23 축구 선수권 대회에도 출전했다.